# Carei
Carei (en húngaro: Nagykároly) es un municipio de Rumania situado en el distrito de Satu Mare. Según el censo de 2021, tiene una población de 18 957 habitantes.

## Demografía
| 1948   | 1956   | 1966   | 1977   | 1992   | 2002   | 2012   | 2021   |
| 15 425 | 16 780 | 19 686 | 24 050 | 26 372 | 23 182 | 21 949 | 18 957 |